# Jang Hye-suk
Jang Hye-Suk (em coreano:  장 혜숙; 5 de março de 1955) é uma ex-jogadora de voleibol da Coreia do Sul que competiu nos Jogos Olímpicos de 1976.
Em 1976, ela fez parte da equipe sul-coreana que conquistou a medalha de bronze no torneio olímpico, no qual atuou em cinco partidas.